# オゼッラ・FA1G
オゼッラ・FA1G (Osella FA1G) はオゼッラ・スクアドラ・コルセが1985年、1986年、1987年のF1世界選手権に投入したフォーミュラ1カー。デザイナーはジュゼッペ・ペトロッタ。5名のドライバーにより30戦以上に出走し、7戦で完走した。FA1Gは1984年のFA1Fの進化型であり、アルファロメオ・183Tとの相似点が数多くあった。FA1Gは2台が製作されたが、ポイントを得ることはできなかった。

## 開発
FA1GはFA1Fと同じモノコック構造を採用し、全般的に同一のレイアウトであった。これは、それまでオゼッラのマシン開発を担当していたジュゼッペ・ペトロッタの手法とは異なっていた。ハンドリング改善のためペトロッタはホイールベースを85mm延長した。また、ラジエーターの収まるサイドポンツーンは上方排気をやめ、箱型でサイド排気へと再設計された。さらにFA1Gは小型のディフューザーを持ち、後方がすぼまったボトルネック形状をしていた。1985年シーズンにオゼッラは最初にフロントサスペンション、後にリアサスペンションのジオメトリーを変更した。また、サブフロアも修正された。これらの作業はペトロッタの直感を基に行われた。風洞実験はコストの問題から、FA1Gで行われた。
車量は575kgであったが、これはFA1Fよりも10kg軽量であった。しかしながら、1985年シーズン最軽量の車両よりも35kg以上重かった。
エンジン関連は変更が無かった。FA1Gは1.5リッターターボのV型8気筒エンジン、アルファロメオ・ティーポ890Tを搭載した。当初それらは1983年から継続して開発が行われた。オゼッラはアナログな機械式燃料噴射システムを使用したが、それは前年既にアルファロメオが導入していたシステムであった。1987年にはアルファのファクトリーチームは機械式をやめてボッシュ製の電子式インジェクションを導入しており、最終的にそのシステムをオゼッラも使用した。
1985年シーズンでFA1Gは2台製作された。最初のFA1Gは、1984年に製作された3台のFA1Fの内1番新しかった車両から84年から85年にかけての冬の間に改修された。2台目のFA1Gは1985年の冬に改修された。この2台のFA1Gは、後に製作された本来のFA1Gとは異なり、FA1Fを小改造した物に過ぎなかった。どの車両がどのレースに使用されたかは定かでない。

## レース戦績

### 1985年
1985年、チームは1台体制でシーズンに臨んだ。前半8戦はピエルカルロ・ギンザーニが起用され、第9戦以降はオランダ人ドライバーのヒューブ・ロテンガッターが起用された。序盤2戦をFA1Fで戦った後、FA1Gは第3戦のサンマリノでデビューした。ギンザーニは6戦をFA1Gで戦い、5度の予選通過、フィニッシュラインを超えたのは2回であった。しかしながら、完走扱いはフランスでの15位のみであった。
ロテンガッターは8戦中予選通過は7回、リタイアの3回でいずれも技術的問題によるもので、フィニッシュラインを超えたのは4回であった。最高位はアデレードでの7位であった。

### 1986年
1986年シーズンは2台体制となったが、使用できるFA1Gは1台のみであった。これはギンザーニに与えられた。予選落ちはモナコの1回のみであった。予選はいずれもトップから7-12秒遅れで通過した。決勝での完走は第12戦オーストリアのみで、6週遅れの11位であった。リタイア原因の内6戦はエンジンおよびターボチャージャーのトラブル、3戦はサスペンショントラブルであった。セカンドドライバーはクリスチャン・ダナー、アレン・バーグ、アレックス・カフィが交替で務め、型遅れのFA1Fが与えられた。例外は第8戦のフランスで、ギンザーニが新型のFA1Hを使用したことで、バーグはFA1Gをドライブしたが、ターボチャージャーのトラブルでリタイアとなった。

### 1987年
1987年シーズンはカフィの1台体制となり、数戦でセカンドドライバーが投入された。カフィは新型のFA1Iを使用したが、FA1Gに比べるとパワーに勝るものの信頼性に欠けていた。カフィは16戦中完走したのは1回のみで、エンジントラブルで5回、サスペンションまたはギアボックスのトラブルで4回リタイアした。サンマリノではガブリエル・タルキーニがスポット参戦、FA1Gをドライブした。予選ではポールタイムから17秒遅れの最下位で予選通過、決勝では序盤にギアボックスのトラブルでリタイアした。イタリア、ポルトガル、スペインではフランコ・フォリーニがセカンドドライバーに起用された。フォリーニはこれらのレースでFA1Iをドライブしたとされる。一方で、フォリーニもタルキーニのように時代遅れのFA1Gを使用したとする説もある。フォリーニはイタリアとポルトガルで予選通過したが、いずれもマシントラブルでリタイアした。

## F1における全成績
(key) （太字はポールポジション）
| 年     | チーム                       | エンジン                | タイヤ | ドライバー               | 1   | 2   | 3   | 4   | 5   | 6   | 7   | 8   | 9   | 10  | 11  | 12  | 13  | 14  | 15  | 16  | ポイント | 順位 |
| ------ | ---------------------------- | ----------------------- | ------ | ------------------------ | --- | --- | --- | --- | --- | --- | --- | --- | --- | --- | --- | --- | --- | --- | --- | --- | -------- | ---- |
| 1985年 | オゼッラ・スクアドラ・コルセ | アルファロメオ V8 (t/c) | P      |                          | BRA | POR | SMR | MON | CAN | DET | FRA | GBR | GER | AUT | NED | ITA | BEL | EUR | RSA | AUS | 0        | NC   |
| 1985年 | オゼッラ・スクアドラ・コルセ | アルファロメオ V8 (t/c) | P      | ピエルカルロ・ギンザーニ |     |     |     | DNQ | Ret | Ret | 15  | Ret |     |     |     |     |     |     |     |     | 0        | NC   |
| 1985年 | オゼッラ・スクアドラ・コルセ | アルファロメオ V8 (t/c) | P      | ヒューブ・ロテンガッター |     |     |     |     |     |     |     |     | Ret | 9   | NC  | Ret | NC  | DNQ | Ret | 7   | 0        | NC   |
| 1986年 | オゼッラ・スクアドラ・コルセ | アルファロメオ V8 (t/c) | P      |                          | BRA | ESP | SMR | MON | BEL | CAN | DET | FRA | GBR | GER | HUN | AUT | ITA | POR | MEX | AUS | 0        | NC   |
| 1986年 | オゼッラ・スクアドラ・コルセ | アルファロメオ V8 (t/c) | P      | ピエルカルロ・ギンザーニ |     |     |     |     |     |     |     |     |     |     |     | 11  |     |     | Ret |     | 0        | NC   |
| 1986年 | オゼッラ・スクアドラ・コルセ | アルファロメオ V8 (t/c) | P      | アレン・バーグ           |     |     |     |     |     |     |     | Ret |     |     |     |     |     |     |     |     | 0        | NC   |
| 1986年 | オゼッラ・スクアドラ・コルセ | アルファロメオ V8 (t/c) | P      | アレックス・カフィ       |     |     |     |     |     |     |     |     |     |     |     |     | NC  |     |     |     | 0        | NC   |
| 1987年 | オゼッラ・スクアドラ・コルセ | アルファロメオ V8 (t/c) | G      |                          | BRA | SMR | BEL | MON | DET | FRA | GBR | GER | HUN | AUT | ITA | POR | ESP | MEX | JPN | AUS | 0        | NC   |
| 1987年 | オゼッラ・スクアドラ・コルセ | アルファロメオ V8 (t/c) | G      | アレックス・カフィ       |     |     |     |     |     | Ret |     |     |     |     |     |     |     |     |     |     | 0        | NC   |
| 1987年 | オゼッラ・スクアドラ・コルセ | アルファロメオ V8 (t/c) | G      | ガブリエル・タルキーニ   |     | Ret |     |     |     |     |     |     |     |     |     |     |     |     |     |     | 0        | NC   |
| 1987年 | オゼッラ・スクアドラ・コルセ | アルファロメオ V8 (t/c) | G      | フランコ・フォリーニ     |     |     |     |     |     |     |     |     |     |     |     |     |     |     |     |     | 0        | NC   |

## 参照
1. ↑  フランコ・フォリーニがFA1GとFA1Iのどちらを使用したのか定かで無く、正確な出走数は不明である。
2. 1 2  Hodges: A-Z of Grand Prix Cars. 2001, S. 186.
3. 1 2  Hodges: Rennwagen von A–Z nach 1945. 1945, S. 206.
4. 1 2 3  Zur Technik vgl. Bamsey: 1000 bhp Grand Prix Cars. 1988, S. 47.
5. ↑  Ménard: La grande Encyclopédie de la Formule 1. 2000, S. 462.
6. ↑  Motorsport aktuell. Heft 10, 1987, S. 23.
7. ↑  一部ではFA1G-85とされ、またFA1G-01、FA1G-02とも呼ばれた。
8. ↑  Rennbiografie Franco Forinis bei f1rejects.com (abgerufen am 13. Januar 2011).
9. ↑  Rennstatistiken bei Motorsport-Total.com (abgerufen am 13. Januar 2011)